# Aculeata
Gli Aculeati (Aculeata) fanno riferimento ad una categoria sistematica interna all'ordine degli Imenotteri Apocriti posizionata al rango di sezione.

## Inquadramento sistematico
La classificazione tradizionale suddivide gli Apocriti in Terebrantia e Aculeata. I primi sono Imenotteri forniti di terebra con funzione di ovideposizione, in gran parte costituiti da insetti parassitoidi o, in minor misura, fitofagi. Gli Aculeati comprendono invece specie in cui la terebra è retratta ed estroflettibile e ha perso la primitiva funzione dell'ovideposizione trasformandosi in un aculeo utilizzato come mezzo di difesa o offesa. In molti Aculeati, tuttavia, l'aculeo può essere atrofizzato oppure ha perso la sua funzione.
Gli Aculeati costituiscono un raggruppamento monofiletico pertanto il termine è largamente usato in via informale. Gli Apocriti non Aculeati formano un raggruppamento parafiletico (Terebrantia) pertanto la suddivisione dicotomica non è più accettata negli schemi basati sulle relazioni filogenetiche. Tali schemi suddividono gli Apocriti direttamente in superfamiglie.
Gran parte delle famiglie appartenenti a questa sezione hanno abitudini fossorie.

## Suddivisione interna
La vecchia classificazione distingueva diverse superfamiglie. In seguito la maggior parte di queste sono state inserite al rango di famiglia in altre superfamiglie. Nell'elenco che segue è indicata fra parentesi l'attuale collocazione delle superfamiglie tradizionalmente annoverate fra gli Aculeata:
- Apoidea
- Chrysidoidea (ex Bethyloidea)
- Bethyloidea (ora Chrysidoidea)
- Formicoidea (inserita in Vespoidea)
- Pompiloidea (inserita in Vespoidea)
- Scolioidea (inserita in Vespoidea)
- Sphecoidea (inserita in Apoidea)
- Vespoidea